# أزهار من نيس
أزهار من نيس (بالألمانية: Blumen aus Nizza) هو فيلم كوميدي موسيقي نمساوي أُنتج عام 1936، من إخراج أوغوستو جينينا.

## ملخص الفيلم
تدور أحداث الفيلم حول ماريا، طالبة موهوبة في مدرسة موسيقية، يكتشفها مدير أعمال ويمنحها فرصة لإحياء حفل في مدينة نيس. في الوقت نفسه، يعاني شاب نبيل من ديون القمار، ويوافق على تمثيل مشهد انتحار مزيف مقابل المال ضمن حملة دعائية. يسافر هذا الشاب إلى باريس لتنفيذ خطته، معتقدًا أن الأمر سيمر بسلاسة. لكنه لا يعلم أن ماريا، التي أصبح اسمها معروفًا، ستغني في باريس أيضًا، مما يؤدي إلى تداخل غير متوقع في حياتهما.

## ممثلون
- إرنا ساك
- فريدل تشيبا
- كارل ستشونبوك
- باول كيمب
- جين تيلدن
- هانس هوما
- جوانا تروين
- ألفريد نوغيباور

## وصلات خارجية
- أزهار من نيس علي موقع IMDb
- أزهار من نيس علي موقع TMDB